# Закхаймская кирха
Закхаймская кирха — протестантская кирха в Кёнигсберге, в районе Закхайм. Первоначальное здание построено в 1640 году. После большого пожара 1764 года здание вновь освящено в 1769. Находилась под патронажем короля Пруссии. Во время войны сильно пострадало и было снесено в 1950-х годах.

## История
К моменту строительства кирхи в Закхайме уже располагались евангелическая кирха Св. Елизаветы, где проповеди читались на литовском языке, и немецкая католическая церковь (нем. Probsteikirche). Несмотря на протесты католической общины, 16 июля 1640 года в непосредственной близости от католической церкви (Probsteikirche) была заложена Закхаймская приходская кирха.
В 1764 году во время пожара в Лёбенихте кирха полностью выгорела, но вскоре была отстроена заново на старом фундаменте. Заново церковь была освящена 22 января 1769 года. Постройка сооружена из кирпича и природного камня, руководитель строительства — Карл Людвиг Бергиус (нем. Karl Ludwig Bergius). В то же время было изготовлено богатое церковное серебряное убранство и посуда, церковная библиотека насчитывала более 3000 томов. В 1771 году к церкви была пристроена башня, купол которой был покрыт позолотой. На ней был установлен флюгер с гербом Закхайма. В 1790 году в кирхе был построен орган работы Кристофа Вильгельма Бравелайта (нем. Christoph Wilhelm Braveleit), ученика известного мастера-органостроителя Адама Каспарини.
До настоящего времени кирха не сохранилась. Она сильно пострадала во время войны и в 1950-е годы была снесена.

## Местонахождение
Располагалась на улице Закхаймкирхен-штрассе (нем. Sackheimer Kirche Strasse). Сейчас недалеко от этого места находится путепровод через Московский проспект и проходит трамваи № 5.